# FK Buxoro
Der Futbol Klubi Buxoro, kurz FK Buxoro, ist ein usbekischer Fußballverein aus der Stadt Buxoro. Der Verein spielt derzeit in der höchsten Spielklasse, der Usbekistan Super League.

## Geschichte
Gegründet wurde der Verein 1960 als Nurafshon Buxoro. Buxoro war 1992 „Gründungsmitglied“ der neuen Usbekischen Liga. Der Verein startete gut in die neue Liga und belegte in den ersten beiden Jahren Platz vier und fünf. 1994 konnte man dies noch steigern und wurde immerhin Vizemeister. Danach spielte man meist im Mittelfeld der Liga mit. 2003 geriet man erstmals in akute Abstiegsgefahr. Am Ende trennte den Verein ein Punkt von den Abstiegsrängen. In den Folgejahren konnte man sich davon zwar wieder etwas erholen, doch 2008 war zumindest der sportliche Abstieg Realität. Lediglich finanzielle Schwierigkeiten bei einem der Aufsteiger sorgten dafür, dass der Verein in der Liga verbleiben konnte. In der darauffolgenden Saison stieg der Club in die zweite Liga ab, kehrte aber 2011 wieder in die oberste Klasse zurück. 2017 beendete man die Saison auf dem sechsten Platz.

## Erfolge

### National
- Usbekische Professionelle Fußballliga

Vizemeister 1994
- Usbekische Meisterschaft

Meister 1989 (als Nurafshon Buxoro)

## Stadion

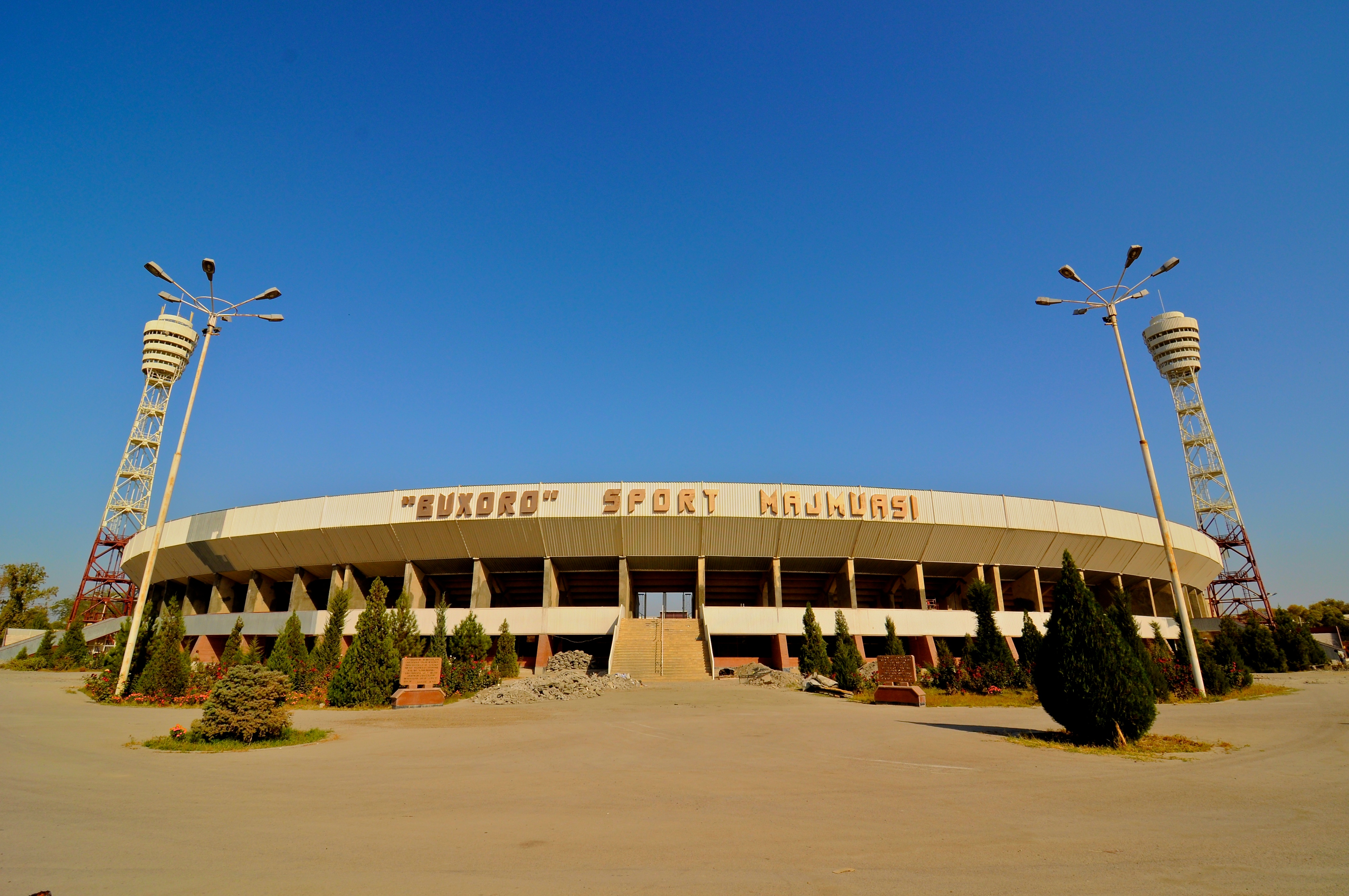
Buxoro Arena – 2011

Seine Heimspiele trägt der Verein in der 2002 erbauten Buxoro Arena in Buxoro aus. Das Stadion hat ein Fassungsvermögen von 22.700 Personen.